# Arte esquemático ibérico

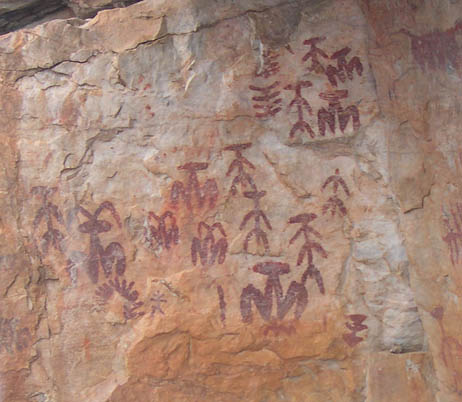
Pintura rupestre esquemática en Peña Escrita (Ciudad Real)

Se denomina Arte Esquemático a una serie de representaciones prehistóricas (sobre todo pintadas y casi siempre rupestres) que aparecen en la península ibérica asociadas a las primeras culturas metalúrgicas (Calcolítico, Edad del Cobre, e incluso, con pervivencias marginales en el inicio de la Edad del Hierro). La cronología es, aún, tema de debate, pero podría abarcar desde el cuarto al primer milenio antes de Cristo, solapándose, en sus inicios, con el Arte Levantino y perviviendo marginalmente en algunas zonas aisladas durante etapas muy tardías.
Su principal característica, y la que le da nombre, es el esquematismo, es decir, un estilo figurativo en el que solo se representan los fragmentos básicos de cada figura (eliminando todos los demás); además, la representación es tan básica que los elementos gráficos se convierten en meros esbozos, pero sin perder los rasgos mínimos de identificación. De hecho, el fenómeno esquemático se considera algo muy poco preciso y problemático, y se integra en un amplio movimiento que afecta a casi toda Europa y el Mediterráneo.
Podría decirse que el fenómeno esquemático tiene dimensiones globales, aunque cada región, incluida la hispana, tenga aspectos propios y diferenciadores.

## Fenómeno esquemático en la península ibérica
El Esquematismo en el arte es un concepto hermano de otros como el Realismo (una representación figurativa más o menos fiel a la naturaleza, con detalles concretos que permiten identificar fácilmente lo figurado), la Estilización (también figurativo, pero acentuando ciertos detalles considerados arbitrariamente importantes, repitiéndolos y deformándolos hasta perder sus rasgos realistas), y la Abstracción (representaciones completamente ajenas a la realidad, por tanto no figurativas, asociadas a una simbología filosófica y que, aunque pueda recordar inconscientemente ciertos elementos reales, no es posible comprobar tal relación).

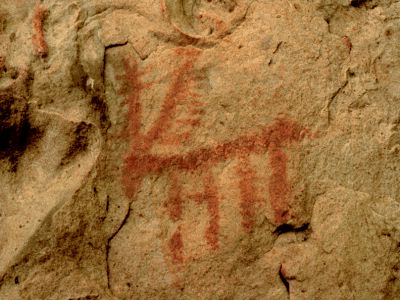
Ciervo esquemático del abrigo gaditano conocido como Cueva de Bacinete. La representación del animal se caracteriza por el uso de trazos simplificados y convencionales que no pretenden ser realistas, omitiendo todos los detalles irrelevantes para la información que interesa resaltar, llegando a rozar la abstracción. A pesar de ello, la figura es fácilmente comprensible y cualquiera que conozca esta especie animal, la reconocerá inmediatamente.

Incluso, si solo se tiene en cuenta el ámbito peninsular, el arte esquemático carece de uniformidad: abarca una cronología considerablemente amplia y su geografía es demasiado extensa, lo que dificulta enormemente su estudio y hace casi imposible establecer fases o regiones culturales. En todo caso, y de un modo general, suele distinguirse una tendencia más geométrica y de temática restringida, frente a otra más naturalista y variada en las que incluso se aprecia cierta intención narrativa. A pesar de los intentos y de los debates, no ha sido posible atribuir un contenido cronológico a esta separación en dos tendencias que, por otro lado, casi todos consideran que, en el fondo es muy subjetiva y por tanto poco fiable. De cualquier modo, las figuras carecen de orden compositivo, parecen repartidas aleatoriamente: simplemente yuxtapuestas. Tampoco hay sensación de movimiento o, en todo caso, este es sustituido por convencionalismos.
Toda la península ibérica posee yacimientos de arte rupestre esquemático. Aunque, para ser más concretos, este predomine en zonas montañosas donde hay disponibilidad de abrigos rocosos, los vacíos se pueden llenar gracias al arte mueble esquemático (ya que este también aparece en yacimientos situados en valles, campiñas y llanuras), a lo que hay que añadir la decoración de muchos megalitos. Aparte de eso, las mayores concentraciones de estaciones esquemáticas están en las montañas de la costa levantina, en Sierra Morena y las serranías circundantes, en la cuenca baja del Guadiana y del Guadalquivir (hasta llegar a la provincia de Cádiz), en el estuario del Tajo, en las sierras centrales de la Meseta Central, donde sobresale la región de Las Batuecas (en la Sierra de Gata, entre Salamanca y Cáceres), con ramificaciones en Ávila, en la cornisa cantábrica, con extensiones a las pinturas en las provincias de Soria, León y un particular núcleo en Galicia, que, debido a su fuerte personalidad atlántica, suele estudiarse aparte.

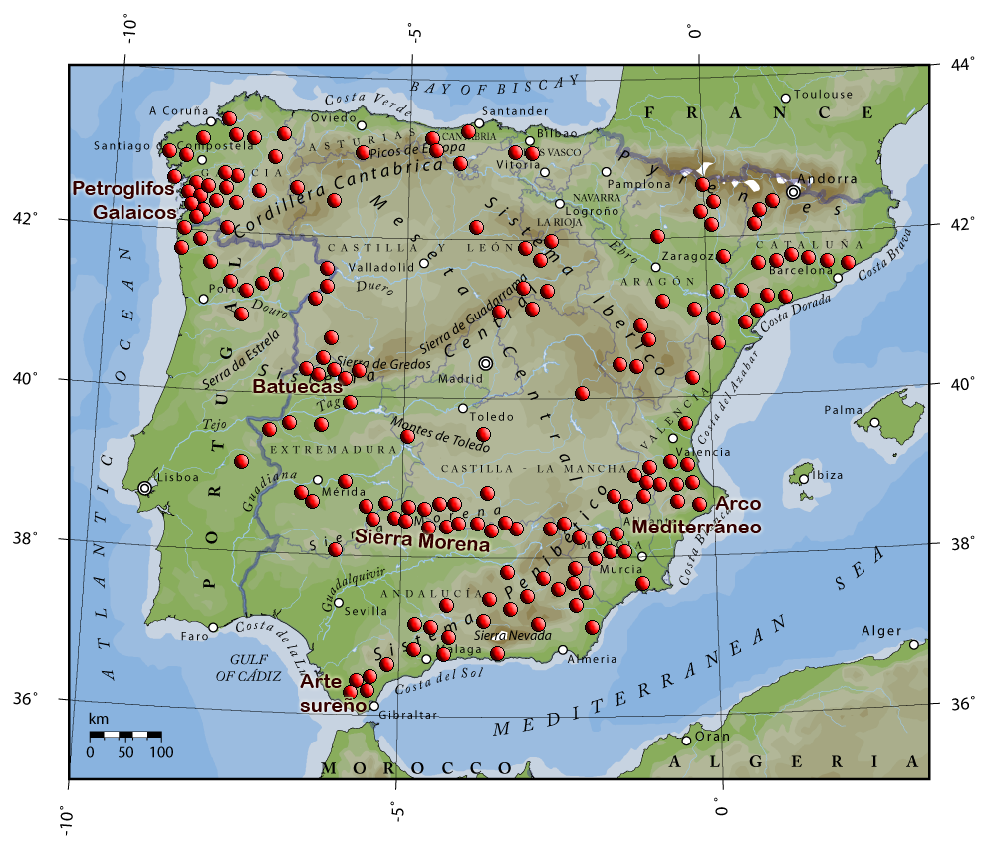
Distribución del arte esquemático en la península ibérica.

La realidad que va desvelando la investigación es que este estilo artístico ciertamente tiene una base común, basada en el esquematismo, pero, sería un error considerarlo un fenómeno único. Ni siquiera un horizonte que abarcase varias culturas. Más bien, debe hablarse de varios horizontes y de muchas culturas, facies y fases de cada una. Incluso, dentro de una misma área geográfica y en un mismo periodo pueden convivir diversas tradiciones de fondo esquemático, aunque independientes.
Por ejemplo, en el Levante hispano nos encontramos con decoraciones esquemáticas lineales (consideradas, como mínimo, precedentes epipaleolíticos del arte esquemático) ya desde el horizonte cardial de la cueva de la Cocina (Valencia), pero también en estratos no cardiales de la cueva de Nerja (Málaga), ambas de fines de quinto milenio. Otro ejemplo es el señalado en Galicia, donde la decoración de los enterramientos en cista tiene motivos esquemáticos geométricos angulosos de tradición megalítica, mientras que los petroglifos exteriores tienen motivos radicalmente distintos (espirales, círculos, cérvidos). Los dos son coetáneos, rondando el 3000 a. C., pero expresan tradiciones de base esquemática similar que se han separado al progresar.
En vista de ello, la mayoría de los investigadores coinciden en aceptar la existencia de regiones estilísticas que coincidirían con tradiciones culturales diferentes. Sin embargo, en el estado actual de la investigación no es posible diferenciarlas con precisión. A lo sumo se habla de tres focos (el galaico-portugués, el sureño y el arco levantino), pero debe haber más y quedan amplias lagunas por cubrir. De hecho se ha detectado que existe cierta permeabilidad estilística entre las diferentes regiones, lo que, sin dejar de ser un acicate a la investigación, al mismo tiempo pone las cosas más difíciles.
A pesar de lo dicho, y sin dejar de tenerlo en cuenta, es posible indicar una serie de patrones que suelen repetirse en todo el arte esquemático, entre ellos el papel que ocupa la elección de lugares estratégicos en relación con el paisaje circundante, pudiendo revelar cómo cada grupo cultural organizaba su entorno ambiental (aunque ese aspecto está aún muy virgen, cabe destacar algunos trabajos). Entre estos, las teorías de Ramón Grande del Brío, para quien las estaciones rupestres esquemáticas son centros cultuales con una estructura que suele repetirse: hay un núcleo principal y una serie de santuarios secundarios. El lugar principal suele ser una o varias covachas que marcan el dominio vital, y los centros secundarios lo rodean configurando el territorio sacralizado. Para más exactitud, las estaciones esquemáticas no solo eran un signo de sacralización, sino también de dominio sobre una zona y el paisaje que se domina desde ellos. En cualquier caso, es posible desarrollar los siguientes epígrafes.

## El contenido
El arte esquemático carece de la capacidad narrativa o temporal aplicable al arte levantino español y de otros tipos de arte esquemático europeo, aunque contiene numerosas escenas de tipo descriptivo y ha sido definido como una arte esencialmente conceptual. Por otro lado, las representaciones reflejan una sociedad perfectamente urbanizada y jerarquizada, propia de pueblos con un importante desarrollo cultural y tecnológico. Han existido diversos intentos de sistematizar la temática del arte levantino, pero todos ellos se han encontrado con importantes dificultades, destacando en especial, los trabajos de Pilar Acosta, de Gómez Barrera, de Eduardo Ripoll o de Julian Bécares.
Por otro lado ha podido determinarse que dentro del arte esquemático hay varias tendencias. Una de ellas posee un esquematismo más exacerbado, otra algo más naturalista y una tercera denominada «macroesquemática» (que podría ser la más antigua y merecería ser deslindada, pues enlazaría con las últimas etapas del Neolítico). Su temática puede clasificarse en antropomorfa, zoomorfa y la relativa a símbolos y objetos.

### Antropomorfos
La figura humana es uno de los motivos más abundantes, no por ello dejan de ser muy simples, fundamentalmente basados en un trazo vertical (el tronco) con brazos de diversas tipologías, ya sea en forma de cruz (†); de doble cruz (bien †† o bien la letra griega ∏); con forma de Te, bien con los brazos rectos, bien con los brazos  curvados hacia abajo (golondrinas y ancoriformes), o hacia arriba (con forma de Y), e incluso con los brazos en jarra (como la letra Φ griega); también hay figuras esquemáticas en X. Un caso especial, por su importante papel simbólico, lo constituye el Indalo del abrigo de Maimón Chico, en Los Vélez (Almería); representa a una figura humana esquemática con los brazos extendidos y un arco sobre sus manos. Por último señalar que numerosos casos de figuras masculinas tienen el sexo señalado explíciamente (normalmente se alarga hacia abajo el trazo que representa el tronco).

| Figuras masculinas      |                               |                              |                          |
|                         |                               |                              |                          |
| Antropomorfo cruciforme | Antropomorfo de brazos curvos | Antropomorfo tipo golondrina | Antropomorfo ancoriforme |
|                         |                               |                              |                          |
| Antropomorfo en Y       | Antropomorfo en Phi (Φ)       | Antropomorfo en X            | Antropomorfo sexuado     |

#### Posibles ídolos
Aquí se incluyen figuras antropomorfas ambiguas, de las que es difícil asegurar que se trate de seres humanos o divinidades. A veces, se trata, simplemente de figuras humanas en las que se incorpora la vestimenta, lo que enmascara su verdadera apariencia. Por ejemplo, en el «Abrigo de Los Órganos», en Despeñaperros, hay posibles representaciones de una danza de figuras femeninas cuyo cuerpo son dos triángulos opuestos, invertidos, cuyos vértices se tocan (sería el tórax y una falda acampanada) junto con una gran cabeza que parece llevar un complicado tocado con rodetes, plumas y cuernos.

| Figuras femeninas (¿ídolos?)   |                         |                                    |                                  |
|                                |                         |                                    |                                  |
| Bitriangular, ¿ídolo femenino? | Bitriangular con brazos | Bitriangular oculado o con Rodetes | Figura engalanada, Despeñaperros |

Las representaciones bitriangulares aparecen en más cuevas y, no sin controversia, se interpretan como femeninas (por comparación con el arte mueble recuperado en algunos megalitos, grabados y restos de poblados del bronce temprano). Como femeninas se interpretan también los llamados halteriformes, es decir figuras formadas por un trazo vertical y dos óvalos en los extremos (a veces a esta figura se le añaden rasgos a modo de extremidades, con lo que los halteriformes parecen hormigas). A veces, incluso se pintan estas posibles mujeres junto a figuras claramente masculinas, lo que podría simbolizar una relación familiar de las que pueden inferirse ceremonias o rituales hierogámicos (por ejemplo, el de Peñaescrita de Fuencaliente, Ciudad Real).

| Ídolos y hierogamias         |                                       |                                       |                                  |
|                              |                                       |                                       |                                  |
| Ídolos halteriformes simples | Ídolos halteriformes con extremidades | Pareja de Peñaescrita de Fuencaliente | Pareja de la Virgen del Castillo |

Hay, no obstante, representaciones claramente relacionadas con ídolos, pues tienen fuertes paralelismos con temas idénticos aparecidos en cerámica o en ídolos-placa exhumados en  excavaciones de poblados, necrópolis y dólmenes. Su antigüedad puede remontarse, pues, al Neolítico. En primer lugar podríamos citar los Oculados, así llamados porque los ojos son muy grandes y están rodeados por líneas que los realzan o que los encierran. También hay Ídolos-placa, de forma más o menos rectangular, o bitriangular, con brazos esquemáticos, casi idénticos a los que aparecen en los dólmenes de la zona atlántica de la península ibérica.

| Ídolos y estelas |               |           |             |
|                  |               |           |             |
| Ídolo oculado    | Ídolo oculado | Soliforme | Esteliforme |

Los soliformes o esteliformes parecen constituir un segmento aparte, no tienen forma humana (aunque al ser considerados ídolos los incluimos aquí) y son tan variados que es difícil sistematizarlos.

#### Escenas

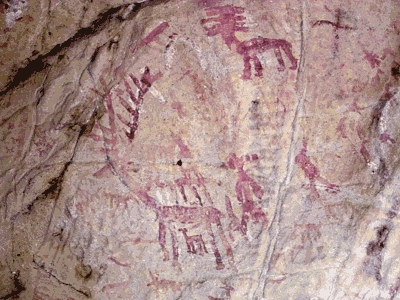
Zoomorfos y antropomorfos en el Tajo de las Figuras.

No son muy abundantes. De hecho se consideran casos puntuales, entre las que se han constatado, algunas, de las que ya hemos hablado, parecen representar hierogamias; otras son danzas rituales («Valonsadero», Soria) o escenas funerarias. Igualmente hay actividades agropecuarias (como el caballo cogido de las riendas en «Peñapascuala», Cuenca) y de caza (Cueva del Tajo de las Figuras, Cádiz; «Canchal de las Cabras Pintadas», Cáceres), incluso combates.

| Escenas narrativas         |                          |                         |
|                            |                          |                         |
| Danza ritual (¿itifálica?) | Posible escena funeraria | Escena de domesticación |

### Zoomorfos
Las representaciones de animales son mucho más escasas y, dentro de esa escasez, predominan los cuadrúpedos y aves, raramente naturalistas, solo identificables por detalles específicos. Los más abundantes son los cuadrúpedos o «pectiniformes» (es decir, que tienen una silueta tan sencilla que recuerda a un peine), que consisten en una simple línea horizontal con trazos verticales hacia abajo que representan las piernas, y toscas grafías de la cabeza. Sobre esta base se añaden. Como hemos dicho, rasgos que permitirían discriminar diferentes especies: los cuernos en forma de C para los bóvidos, o en forma de dos arcos paralelos para los cápridos, o en forma de candelabro para los cérvidos. Más difíciles de identificar son los équidos y los cánidos, de hecho, no se identifican los animales de tiro (excepto los bóvidos), por más que, como veremos, más adelante, algunas representaciones abstractas podrían ser, en realidad, carros.

| Zoomorfos    |        |         |         |         |           |
|              |        |         |         |         |           |
| Pectiniforme | Bóvido | Cáprido | Cérvido | Cigüeña | Ramiforme |

Las aves son escasas, pero muy llamativas, especialmente abundantes en el «Tajo de las Figuras» (Cádiz). Son reconocibles por sus alas, por tener solo dos patas y una cabeza muy característica en la que se distingue el pico, pero es complicado determinar la especie concreta, siendo abundantes los patos y los ciconiiformes y los buitres. Un caso aparte son los ramiformes u hombres-abeto, de los que no ha podido deducirse si se trata de zoomorfos, antropomorfos, o ídolos (quizá tengan un poco de todo).

### Símbolos y objetos
Aparte de seres animados, en el arte esquemático abundan los signos de difícil interpretación. Hay una serie de geométricos llamados petroglifoides en razón a su parecido a los Petroglifos gallegos (círculos pintados o cazoletas grabadas, herraduras, meandros, formas serpenteantes o en zig zag, series de puntos o de trazos formando diversos contornos…). Estos casi siempre aparecen junto a representaciones antropomorfas.

| Petroglifoides |          |           |         |
|                |          |           |         |
| Círculos       | Meandros | Espirales | Zig-zag |

Hay, asimismo, estructuras rectangulares, que algunos investigadores consideran símbolos abstractos y otros consideran la representación de objetos concretos, tal vez casas, campos de labor.

| Estructuras |        |       |       |
|             |        |       |       |
| Tectiforme  | Trineo | Carro | Barca |

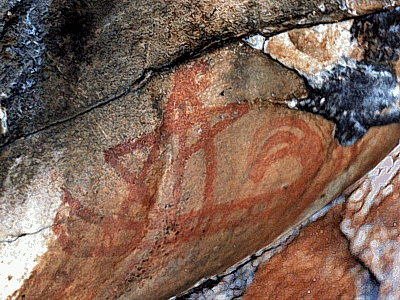
Embarcación pintada en la cueva de la Laja Alta.

En otros casos, a esas estructuras se les añaden círculos laterales (ruedas), adquiriendo una inequívoca apariencia de carros. Esto indica que, cuando menos, estas representaciones son posteriores a su verificación arqueológica, es decir, el 800 a. C. Por el momento solo se han atestiguado en la provincia de Badajoz. Algo más frecuentes son los trineos, seguramente anteriores cronológicamente. En ninguno de los casos aparecen animales de tracción.
Otros signos confusos y contradictorios son las posibles embarcaciones, que solo han podido ser observados sin sombra de dudas en el arte rupestre del extremo sur de la península ibérica, concretamente en la Cueva de la Laja Alta (Cádiz). Hay otro posible caso en el Risco de la Mantequera a orillas del Tajo (Extremadura), pero podría tratarse de un trineo.
Por su parte, las armas son relativamente frecuentes, pero tan esquemáticas que es muy difícil identificarlas, en todo caso hay arcos y flechas, hachas o alabardas, bumeranes y espadas (éstas, solo aparecen en insculturas de la edad de Bronce o posteriores, por ejemplo el Ídolo de Peña Tú, en Vidiago, Asturias).

| Armas y herramientas |       |              |      |
|                      |       |              |      |
| Azada                | Hacha | Palo o lanza | Arco |

## Técnica

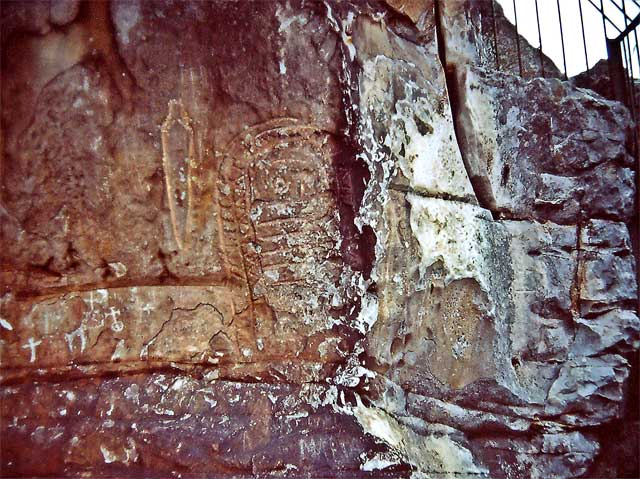
Ídolo de Pena Tú de Vidiago, Asturias.

Aunque la mayor parte del arte esquemático español consiste en pinturas rupestres, algunos casos son grabados o insculturas.
En el caso de las pinturas, se trata de tintas planas o simples trazos gruesos, pero irregulares. Más raramente aparece el punteado o tamponado, que se usa para delimitar contornos internos o externos, así como para rellenar algunas figuras. El color predominante es el ocre rojizo, siendo más raro el negro o, incluso, el blanco. Todas las figuras son monocromas (cuando se han detectados figuras bícromas, las investigaciones han demostrado que son repintes)

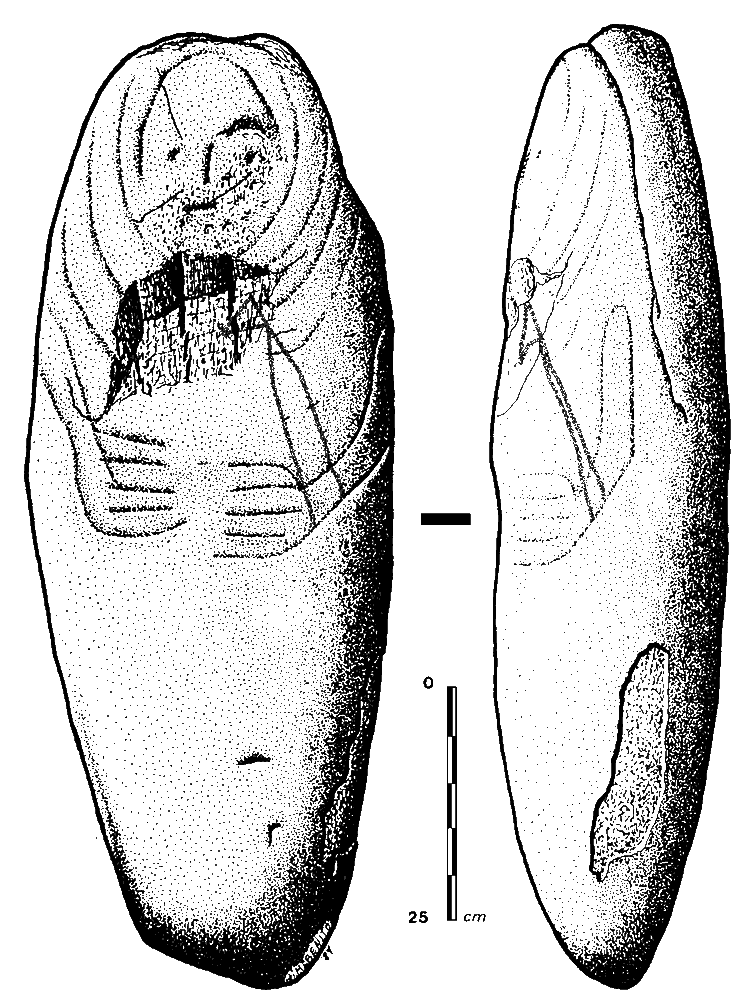
Ídolo-estela salmantino de la Edad del Bronce.

En el caso de los grabados o insculturas, es habitual que éstas se asocien también a pinturas. En cualquier caso, la técnica más usada es el piqueteado ancho. El ejemplo más conocido es el llamado ídolo de Peña Tú de Vidiago (Asturias), en el que desgraciadamente, el deterioro de la roca ha borrado gran parte de los pigmentos e incluso está desconchando el grabado.
Aunque el Arte Esquemático es en esencia rupestre, los horizontes cacolíticos asociados a Los Millares y sus similares del resto de la Península deparan una serie de objetos cuya decoración tiene motivos equiparables (oculados, zoomorfos, soliformes, motivos geométricos, etc.), por lo que también podría hablarse de Arte mueble esquemático; que, por otra parte ayudaría a datar el arte rupestre. En concreto, en casi toda la Península, incluido el hinterland de Los Millares (en España) y de Vila Nova de São Pedro (en Portugal). A esto hay que añadir la decoración de los ortostatos de los megalitos penisulares, que se conserva en raras ocasiones pero que se hacía con temas y técnicas prácticamente idénticas a las del arte rupestre (pintura e inscultura).
Durante la Edad del Bronce el panorama cambia, el arte mueble es diferente al esquemático, porque este está en regresión, pero hay expresiones que pueden asociarse a los petroglifos galaico-portugueses, sobre todo en la franja atlántica de la península (Galicia, Portugal y todo el oeste español), donde menudean ciertas esculturas toscas y de tamaño considerable, aunque de diversas tipologías, llamadas ídolos-estela o estatuas-menhir en lo que se representan antropomorfos esquematizados, con diversos convencionalismos y armas de bronce (lanzas, escudos, puñales, espadas...).

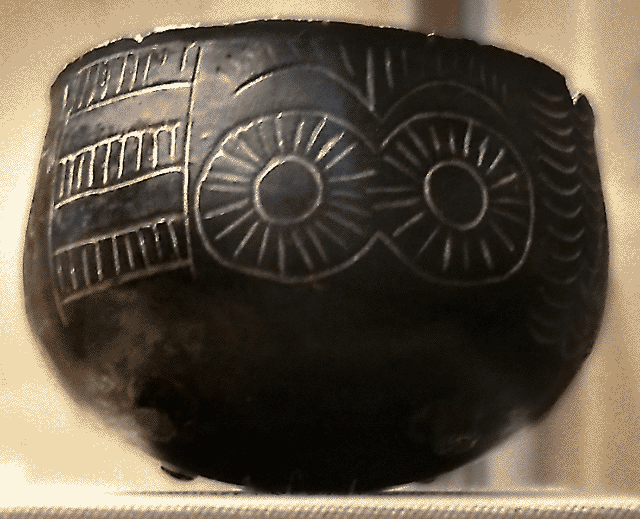
Cuenco oculado del poblado calcolítico de Los Millares (Almería)
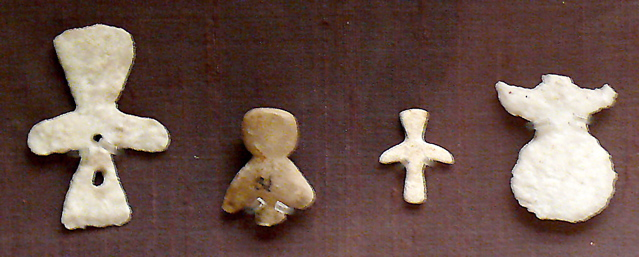
Idolillos femeninos del ámbito megalítico peninsular (Extremadura)
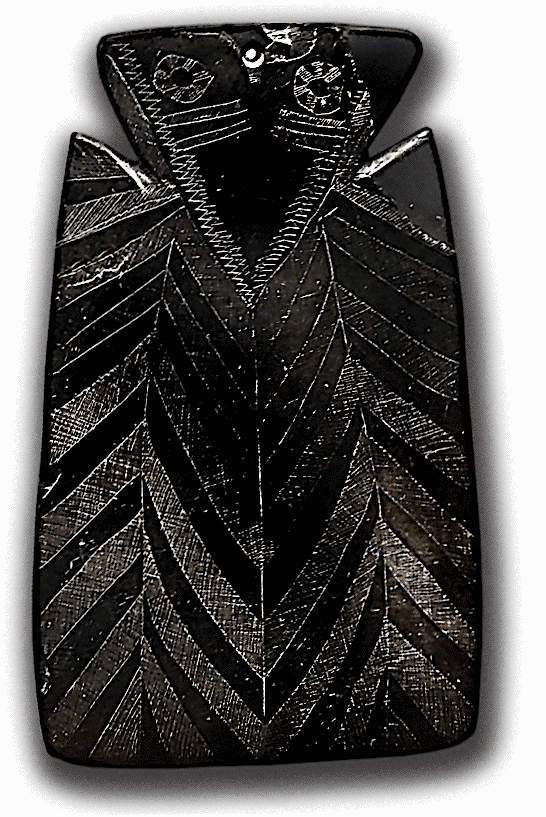
Ídolo-placa femenino con semejanzas a los bitriangulares esquemáticos
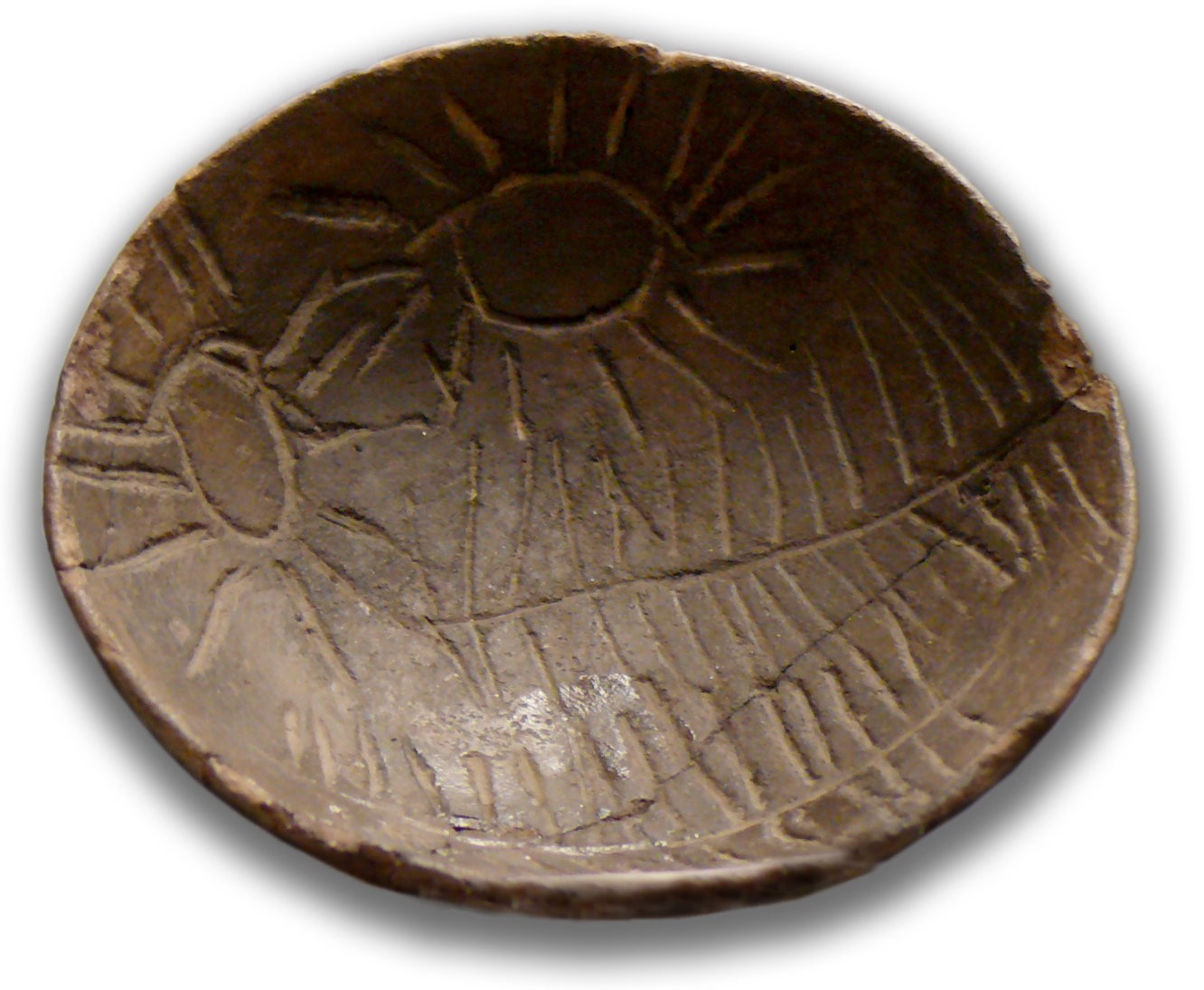
Cerámica incisa con soliformes del poblado almeriense de Los Millares

## Origen y cronología
El esquematismo no puede ser considerado, por sí mismo, un indicador cronológico, pues ya aparece en el Paleolítico superior y se percibe en ciertas escenas del arte Levantino español. En cuanto a su datación, aunque todo parece indicar que es propio de pueblos peninsulares entre el Neolítico y la edad de Hierro, es muy difícil, por no decir, imposible, dar más detalles.
Eduardo Ripoll considera que entre el arte Levantino y el Esquemático hay una fuerte relación, de hecho, piensa que este deriva de aquel (por degeneración evolutiva), proponiendo una fase de transición. Ripoll además, indica, que el arte Esquemático tienen una extensión geográfica mucho mayor, ya que se va extendiendo, poco a poco, desde la franja mediterránea, hacia el interior, alcanzando la Meseta y las costas atlánticas. Para sostener estas ideas se apoya en las comparaciones que hace con los hallazgos de culturas como Los Millares (donde aparecen triángulos punteados, ídolos oculados, cérvidos), el yacimiento de Palmela, el de Las Carolinas y el de Vélez-Blanco: cerámica decorada, arte mueble, plaquetas, idolillos rectangulares, baculiformes, medias lunas, ancoriformes, etc. A los objetos artísticos añade otros como los carros o las armas.

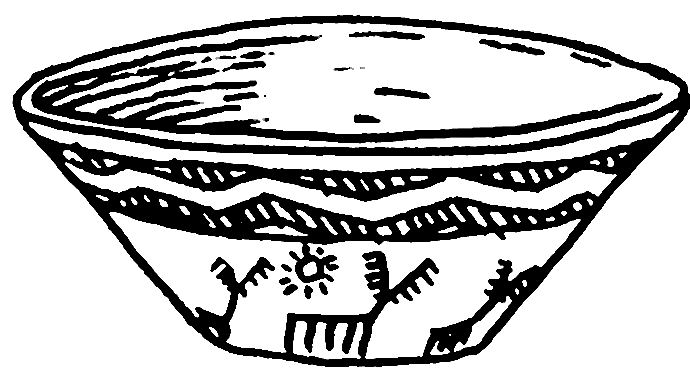
Cuenco del calcolítico madrileño con ciervos esquemáticos y soliforme.
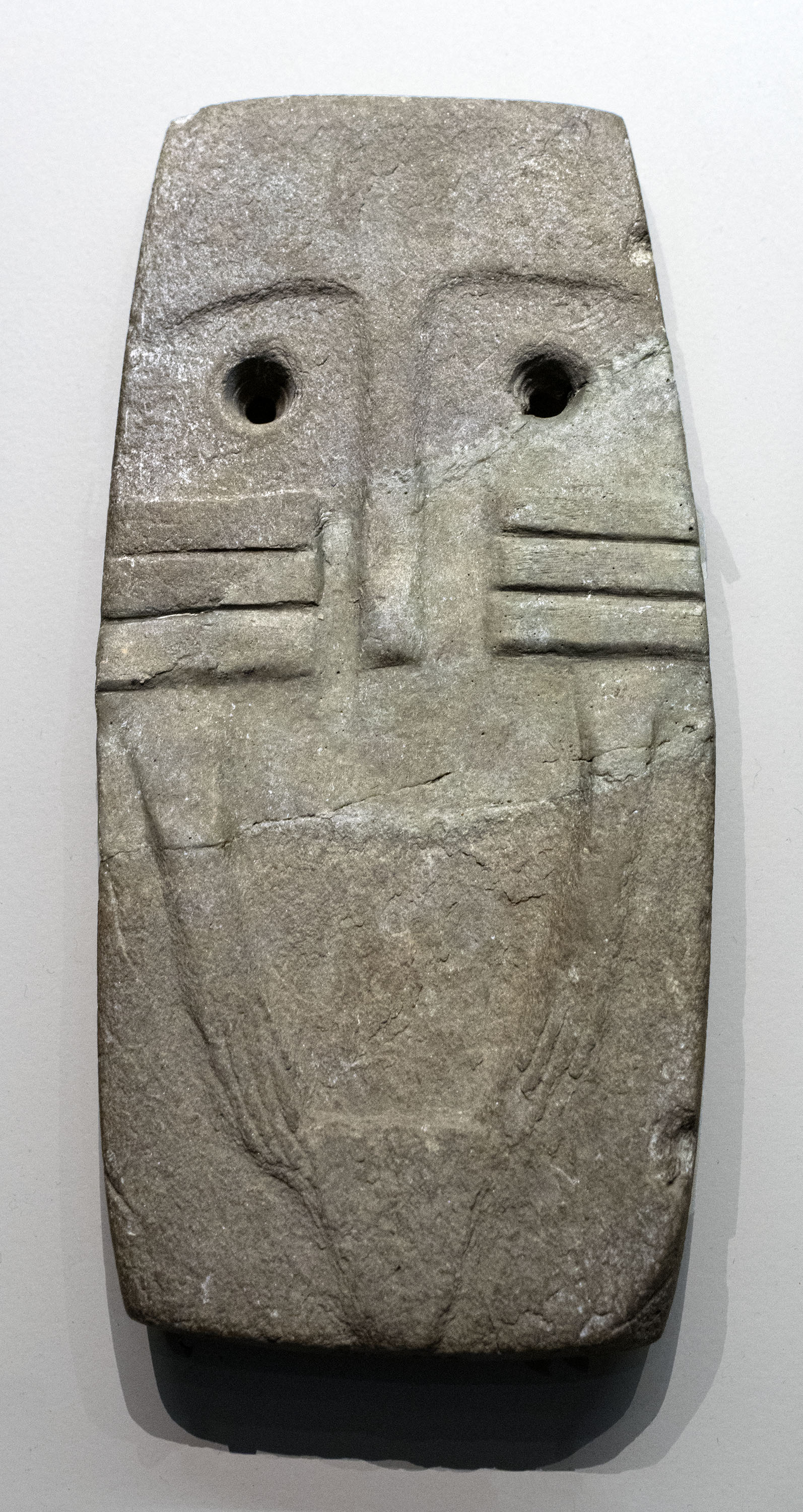
Ídolo con los ojos resaltados por incisiones verticales. Posee brazos estilizados.
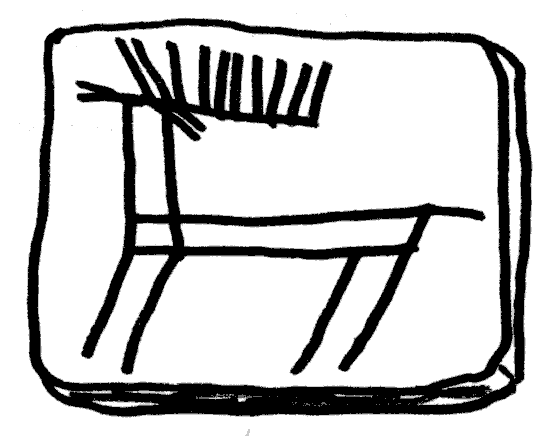
Placa grabada con cérvido esquemático de Vila Nova de São Pedro (Portugal).
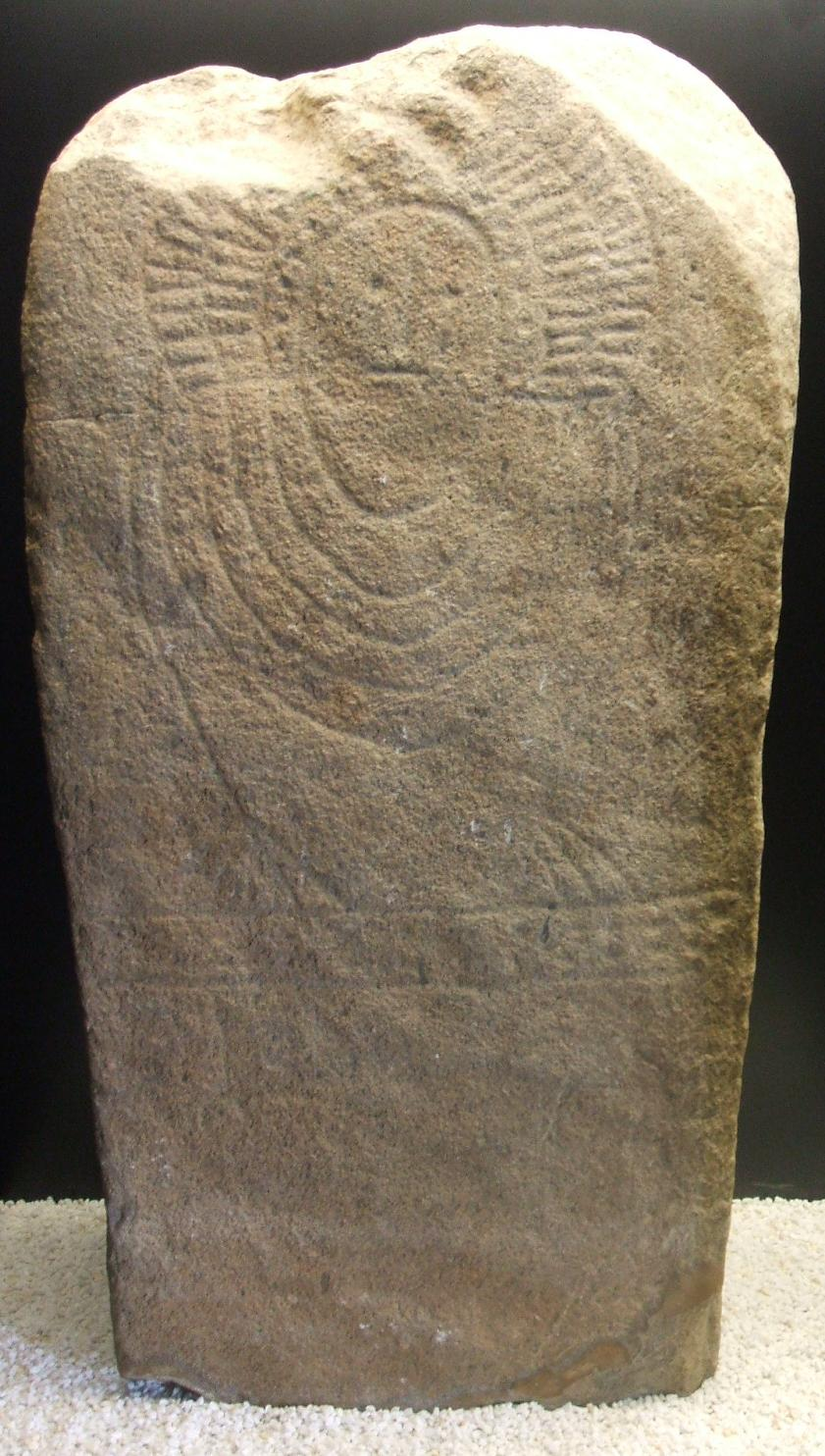
Estela de Granja de Toniñuelo (Badajoz).

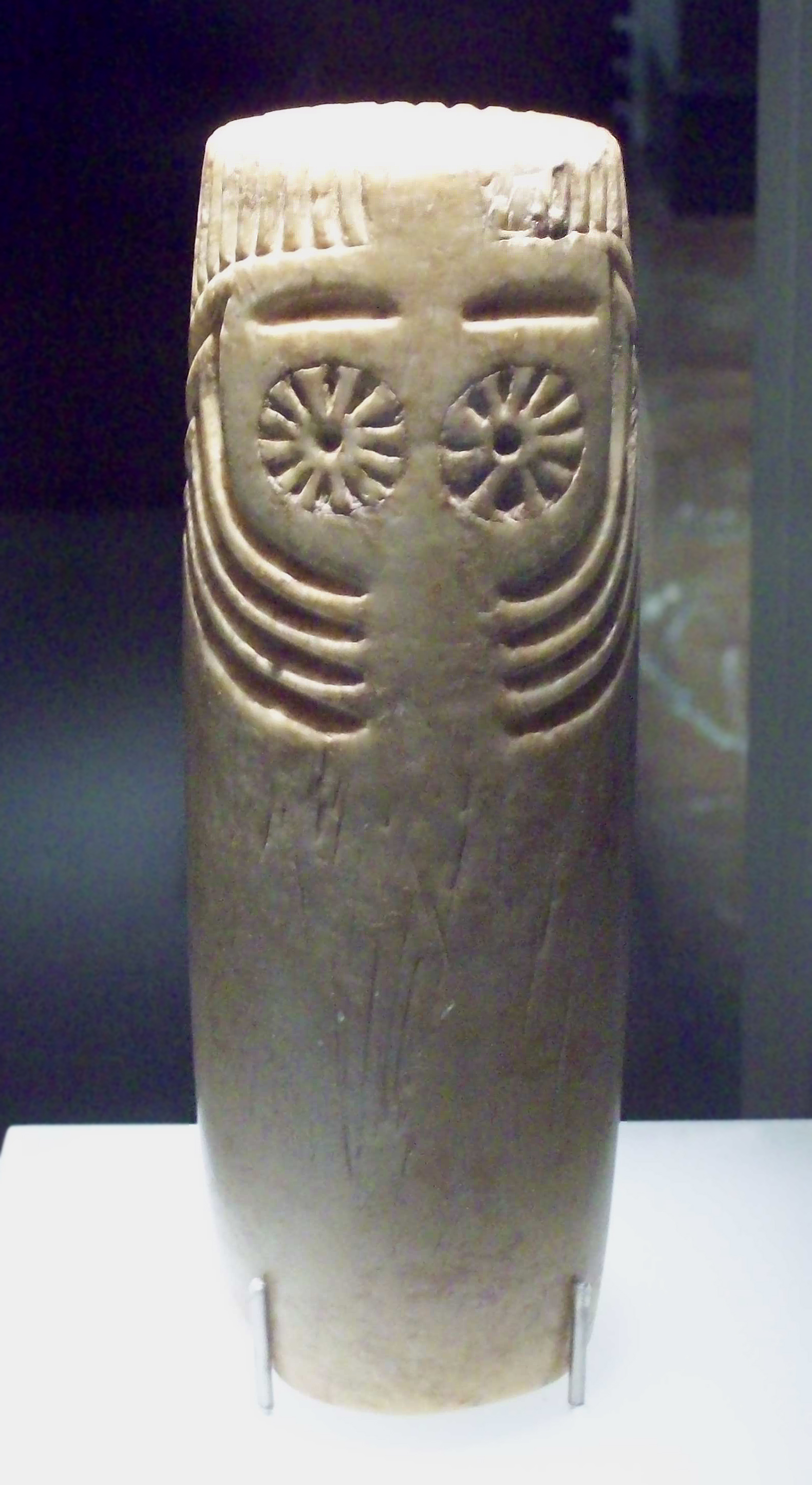
Ídolo oculado llamado «de Extremadura» (Calcolítico, M.A.N., Madrid).

Otro investigador, el profesor Antonio Beltrán, niega la relación filética entre el arte Levantino y el Esquemático, aunque admite que pudieron ser contemporáneos algún tiempo: hay abrigos rocosos en los que el Esquemático se superpone al Levantino y otros en los que ocurre lo contrario. Este especialista, piensa, más en una ruptura que en una evolución cultural, en la aparición de nuevas gentes, exploradores extranjeros, con nuevas creencias y diferentes tendencias artísticas. Concretamente, piensa que la llegada del metal a la Península afectó profundamente a los pueblos indígenas (aunque no está claro si hubo colonización o solo aculturación). Propone como núcleos originarios, los del sur y sureste, zonas en las que se atestiguan las primeras presencias de forasteros en busca de oro y cobre hispanos. Desde allí, este nuevo horizonte se extendería por todas partes, creando culturas variadas e independientes, como la de Galicia, con sus inconfundibles petroglifos. Este conglomerado de horizontes culturales, asociado al arte esquemático, predominaría toda la edad de Bronce, e incluso durante el principio de la edad de Hierro. Con la consolidación de las culturas de la edad de Hierro, el arte esquemático va desapareciendo. Francisco Jordá Cerdá no coincide en absoluto con Beltrán, ya que rechaza las influencias foráneas, defendiendo una evolución nativa cuyo núcleo estaría en el Sistema Bético y Sierra Morena. Pero en lo que más destacan las tesis de Jordá es en que considera que el arte Esquemático no es posterior ni derivado del Levantino, que en realidad podría responder a una estilización por aculturación de este. Se basa en hallazgos antiquísimos (epipaleolíticos) que hemos citado, de decoraciones esquemáticas lineales en la cueva de la Cocina y en la de Nerja (finales del V milenio a. C.).
Sin embargo, todas estas explicaciones fallan en considerar el fenómeno esquemático como una unidad en toda la Península. Igualmente la tendencia actual es compaginar la influencia orientalizante calcolítica, con la evolución local neolítica, aceptando, incluso, varios focos emisores originarios para el esquematismo peninsular. Por ejemplo, parece haber acuerdo en que la aparición de los ídolos oculados calcolíticos (que aparecen en el arte mueble, en la cerámica, los dólmenes y las pinturas rupestres) revela la influencia de pueblos mediterráneos extrapeninsulares; pero, al mismo tiempo, su evolución posterior y su difusión geográfica van acompañadas de transformaciones propias de dinámicas evolutivas regionales. Por ejemplo, Pilar Acosta ve la transformación de los «ojos» en figuras soliformes como una prueba del aporte indígena de raíz neolítica a las innovaciones calcolíticas extranjeras. Por otra parte, las influencias externas no solo debieron venir del Mediterráneo, habida cuenta de las peculiaridades de la zona galaica que se podrían explicar por los contactos con otras culturas atlánticas. De hecho, se observa, por los motivos representados, que la idiosincrasia galaica ya estaba plenamente formada en el III milenio a. C., lo que indica que el origen de sus petroglifos debe ser muy anterior, contemporáneo incluso con la aculturación orientalizante del Mediterráneo.

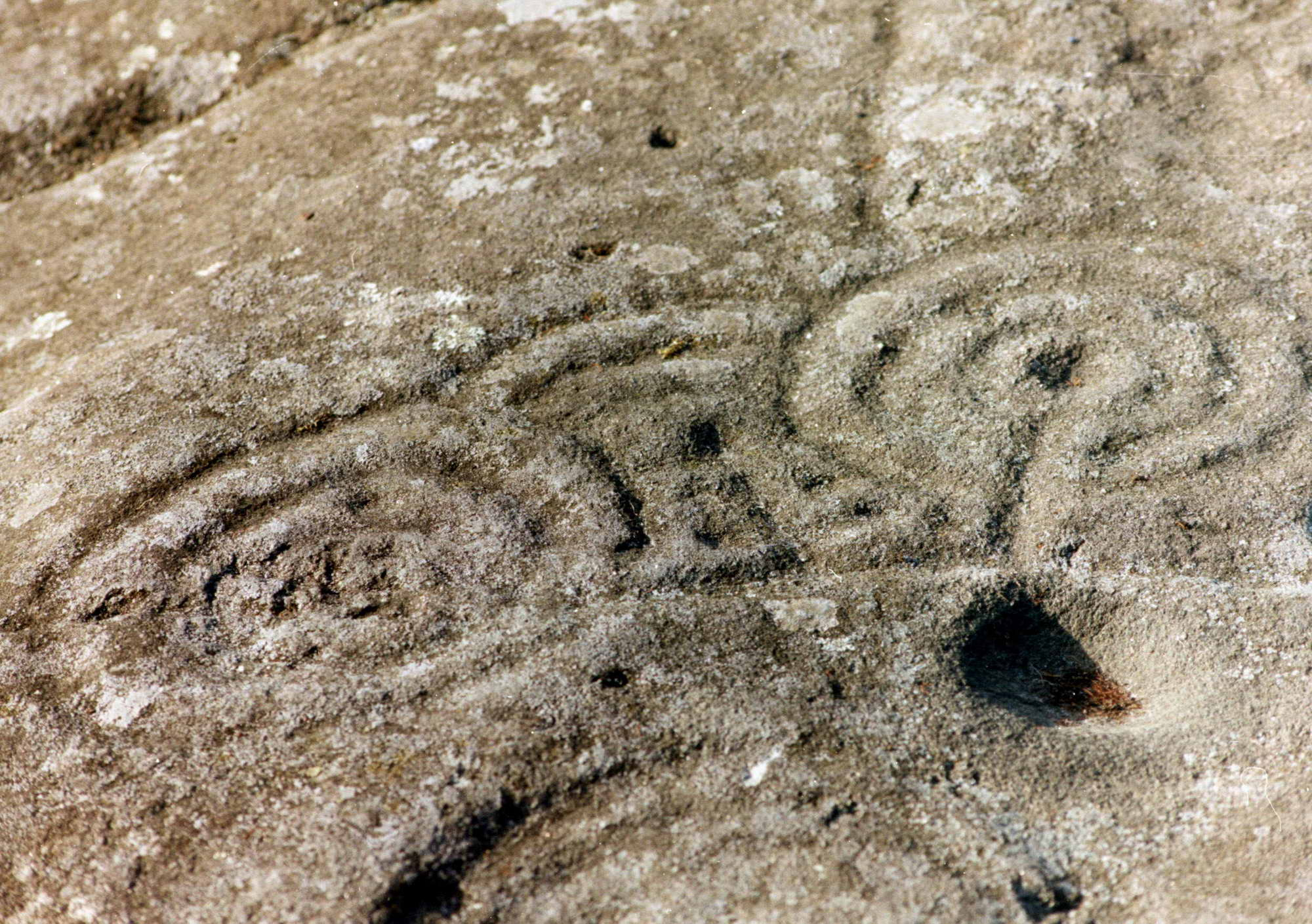
Petroglifos gallegos: meandros
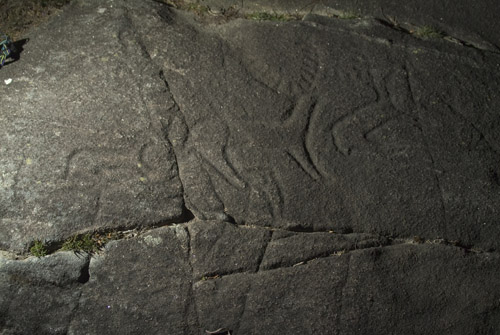
Petroglifos gallegos: cérvidos
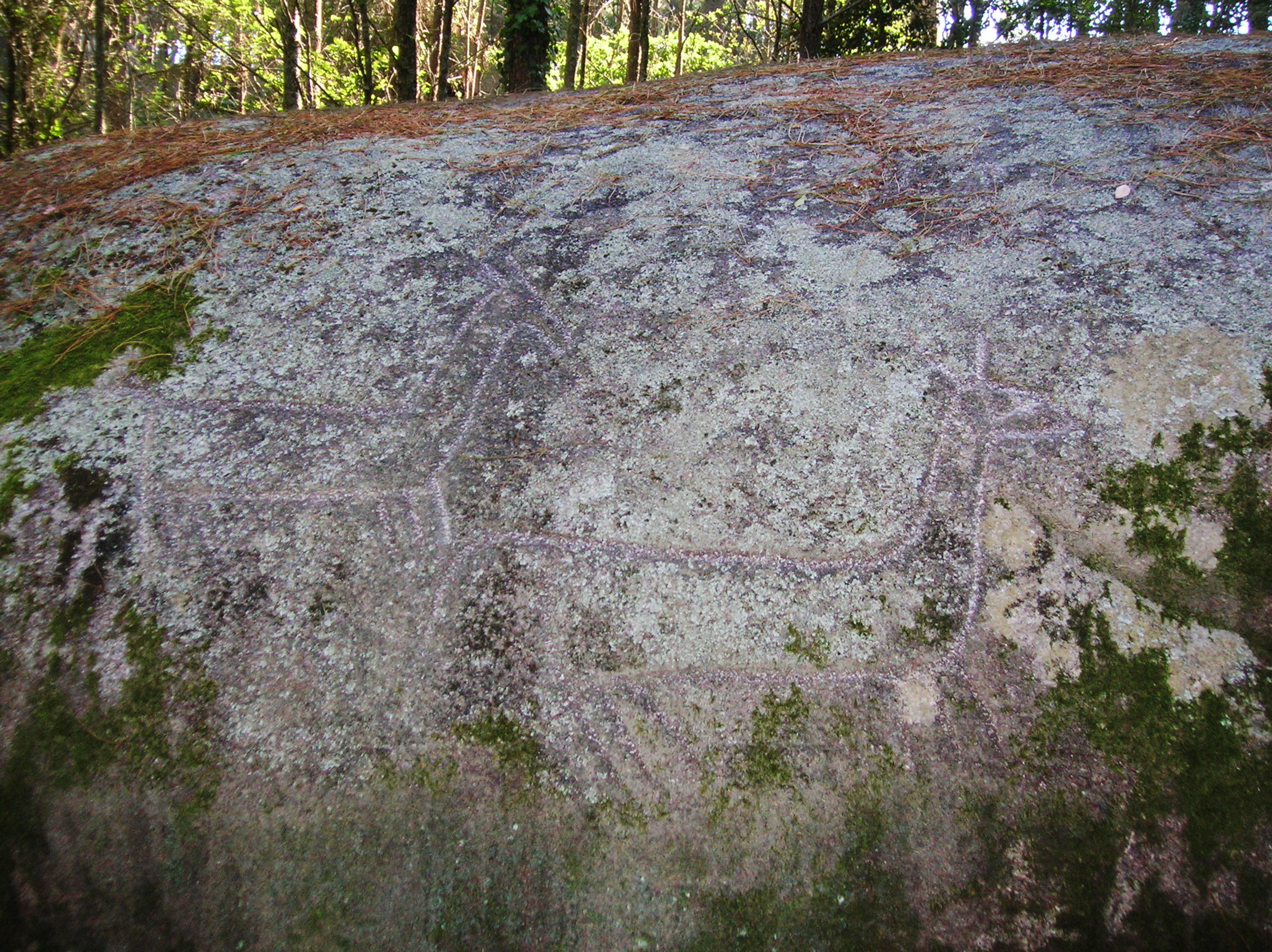
Petroglifos gallegos: cápridos

Durante la Edad del Bronce, la fragmentación del fenómeno esquemático peninsular parece aumentar, su constatación cronológica se hace a través de las armas representadas (ausentes hasta entonces): en el noroeste los petroglifos siguen su propio camino, muy relacionado con otros pueblos atlánticos norteños, pero manteniendo tradiciones megalíticas. De hecho, la edad de Bronce parece el momento de mayor auge de los petroglifos al aire libre. Paralelamente, toda la franja occidental de la península ibérica se ve influida. De hecho, en el segundo milenio el arte esquemático se manifiesta en forma de grabados y de estatuas-menhir, es decir, estelas funerarias de considerable tamaño.
En cambio, en el sur y en el Levante, coincidiendo con el surgimiento de la cultura de El Argar, el arte esquemático parece sufrir un fuerte retroceso, quedando relegado a algunos objetos cerámicos y elementos muebles. De manera residual se cita la perduración en algunos sitios pintados al Bronce Reciente, por el tipo de motivos representados. Es el caso de la cueva de la Laja Alta, en Jimena de la Frontera, Cádiz, debido a la presencia de embarcaciones a vela. Por el tipo de navío es considerada la manifestación más moderna del esquematismo en la zona, deslindada de la tradición esquemática general). Sin embargo, recientes dataciones absolutas por radiocarbono y termoluminiscencia sobre trazos negros cercanos a las embarcaciones y una cerámica del nivel de ocupación más reciente, - obtenidas un equipo de investigadores de la Universidad de Granada encabezado por el Dr. Antonio Morgado-Rodríguez- ha permitido proponer, por extrapolación, una antigüedad mayor: entre el IV y III milenio cal. a. C. Es decir, serían adscritos al Neolítico Reciente  y la Edad del Cobre del sur de la península ibérica, por tanto dentro del contexto sociocultural del Estilo Esquemático. Por último, estas embarcaciones serían, por tanto, una de las más antiguas representaciones de embarcaciones a vela del Mediterráneo.

## Epílogo

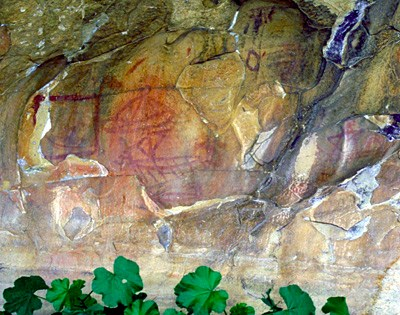
Embarcaciones pintadas en la cueva de la Laja Alta (Cádiz).

A modo de conclusión, se constata que las raíces del arte esquemático están en el neolítico indígena del arco mediterráneo y del sur, que este nació con el fin del Neolítico y el principio del Calcolítico en el sureste de la Península.
- Que el fenómeno esquemático no es exclusivo de la península ibérica, de hecho se da en toda Europa y podría decirse que, aunque con fechas y culturas muy diferentes, en todo el Mundo. La universalidad del fenómeno esquemático es síntoma de leyes universales, a saber, la homogeneidad en la concepción de los pictogramas por el ser humano.[10]
- Que en su nacimiento jugaron un papel incierto las influencias mediterráneas orientalizantes, al mezclarse con las tradiciones indígenas, sin que se sepa cuantificar el peso de cada una de las tendencias.
- Que el arte esquemático no responde a una cultura unitaria, sino que parece un rasgo común de numerosas culturas regionales diferentes, manifestándose en cada una de ellas por diversos medios: cerámica decorada, arte mueble, pintura rupestre, grabados rupestres, decoración de megalitos, etc.
- Que en la mayor parte de la Península el auge del fenómeno esquemático corresponde al tercer milenio a. C., sobre todo al Calcolítico, comenzando su declive en la edad de Bronce, aunque existen numerosas pervivencias mucho más tardías. La zona Galaico-portuguesa, marca una pauta distinta, pues su apogeo se da precisamente en el segundo milenio a. C., es decir, la Edad de Bronce, gracias, tal vez, a contactos con otros pueblos atlánticos. La zona galaica extendió su influencia a toda la franja occidental de la Península, donde el arte esquemático sobrevivió en forma de grabados, insculturas y estelas funerarias llamadas estatuas-menhir.
- Que hay muchas lagunas sobre el arte esquemático y que todo lo anterior puede ser objeto de revisión según avancen los estudios científicos.